# 'Til Death Do Us Unite
'Til Death Do Us Unite osmi je studijski album njemačkog thrash metal sastava Sodom. Album je objavljen 24. veljače 1997. godine, a objavila ga je diskografska kuća GUN Records.
Omot albuma izazvao je kontroverze, koji pokazuje trbuhe trudnice i pretilog muškarca, između kojih se nalazi lubanja. Prvi je album Sodoma s gitaristom Bernermannom i bubnjarom Bobbyijem Schottkowskijem.
Glazbeni video je snimljen za pjesmu „Fuck the Police”.

## Popis pjesama
Tekstovi i glazba: Tom Angelripper, osim gdje je naznačeno drugačije. 
| 1.    | »Frozen Screams«                                  | 2:56 |
| 2.    | »Fuck the Police«                                 | 3:27 |
| 3.    | »Gisela«                                          | 2:39 |
| 4.    | »That's What an Unknown Killer Diarized«          | 4:42 |
| 5.    | »Hanging Judge«                                   | 2:46 |
| 6.    | »No Way Out«                                      | 2:47 |
| 7.    | »Polytoximaniac«                                  | 2:27 |
| 8.    | »'Til Death Do Us Unite«                          | 5:12 |
| 9.    | »Hazy Shade of Winter« (Obrada Simon & Garfunkel) | 1:59 |
| 10.   | »Suicidal Justice«                                | 2:47 |
| 11.   | »Wander in the Valley«                            | 3:51 |
| 12.   | »Sow the Seeds of Discord«                        | 2:30 |
| 13.   | »Master of Disguise«                              | 3:03 |
| 14.   | »Schwerter Zu Pflugscharen«                       | 4:01 |
| 15.   | »Hey, Hey, Hey Rock'n Roll Star«                  | 4:18 |
| 49:26 |                                                   |      |

## Zasluge
- Tom Angelripper – bas-gitara, glavni vokali, tekstovi
- Bernemann – gitara, prateći vokali
- Bobby Schottkowski – bubnjevi

Dodatni glazbenici
- Alex Kraft – gitara (na pjesmi 15)
- Harris Johns – gitara (na pjesmi 15), prateći vokali (na pjesmama 2, 5, 15)
- Uwe Gottuk – prateći vokali  (na pjesmama 2, 5, 15)
- Stefan Paul – prateći vokali (na pjesmama 2, 5, 15)

Ostalo osoblje
- Harris Johns – produciranje, miksanje, inženjer zvuka
- Kai Blankenberg – remiks
- Mike Kolossa – fotografija, omot albuma
- Oliver Schmitten – fotografija, omot albuma
- Peter Lohde – dizajn, digitalni dizajn